# Мандельштейн

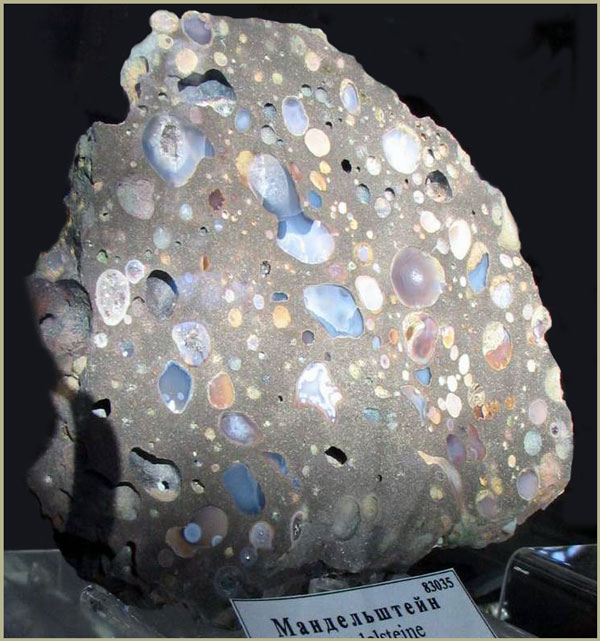

Мандельштейн (нем. Mandelstein; от mandel — миндаль и stein — камень) — эффузивная горная порода с миндалекаменной структурой — крупными, несколько вытянутыми порами, заполненными различными минеральными новообразованиями (кварцем, цеолитами, хлоритом, кальцитом).

## Структура
В породе мандельштейны имеющиеся газовые пустоты и пустоты выщелачивания заполняются минералами кремнезёма, карбонатами, цеолитами.

## Образование породы

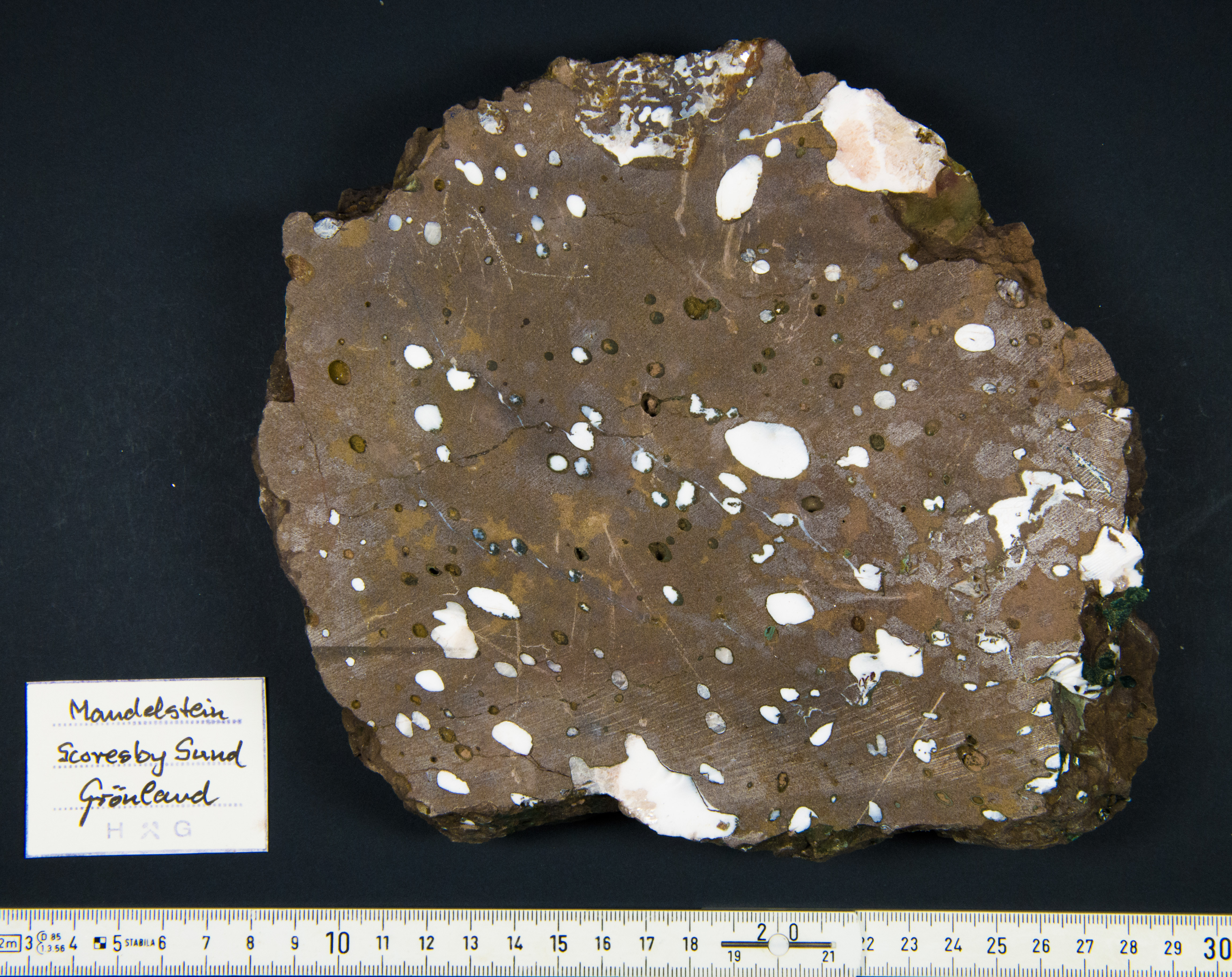
Мандельштеймы мощных трапповых формаций. Скорсби, Гренландия

Мандельштейны образуются при попадании вулканических толщ на глубину более нескольких километров в процессе низкоградного метаморфизма. Процессам заполнения пустот способствует повышенный тепловой поток в вулканических областях.
В мощных трапповых формациях (Кьюиноу, Сибирская, Деканская, Карру, Патагонская) и в подтрапповых толщах метаморфизм обусловлен причинами:
- Промежуточные магматические очаги вертикальной протяжённости из-за исторгнутой магмы делаются более тонкими.
- Происходит прогибание участков земных платформ под тяжестью многокилометровых толщ платобазальтов и базитов. Такое погружение происходило под тяжестью льдов в Антарктиде, Гренландии, районе Балтийского моря.

## Месторождения
Мандельштейн встречается в виде потоков, прослоев в вулканогенно-осадочных толщах в бассейнах рек. Часто встречается в пляжной гальке.